# The Arockalypse
The Arockalypse je třetí album Lordi, které se stalo z hlediska odborníků, fanoušků a samotných Lordi nejlepší. Tomu pomohly dvě věci, a to výhra v Eurovision s písní, která je na albu a také čtyři velké hvězdy, které se podílely na vytváření skladeb SCG3 Special Report (Dee Snider), It Snows in Hell (Bruce Kulick), They Only Come Out at Night (Udo Dirkschneider) a The Chainsaw Buffet (Jay Jay French). Lordi album z části nahráli v Astala Studiu, které vlastní bývalý bubeník kapely Kita. Album bylo vydáno v roce 2006 a už toho roku se stalo třikrát platinové. Díky výhře v Eurovizi se album dostalo rychle i do zbytku Evropy. V Německu se stalo zlatým v roce 2007 a toho roku se dostalo i do USA a Japonska, kde sklidilo velký úspěch. Díky tomu se Lordi odvážili na první celoevropské turné Bringing Back the Balls to Europe, které také sklidilo nadočekávaný úspěch poté, co Lordi hráli před plně vyprodanými halami. Album bylo první tvorbou Awy, ale poslední Kalmy, který nebyl ani uvedený jako autor, ale místo něho Lordi uvedli OXe. K příležitosti vydání alba The Arockalypse Lordi poprvé zavítali i do České republiky. Vystoupili na Benátské noci.

## Interpreti
1. Mr. Lordi – zpěv
2. Amen – elektrická kytara
3. OX – basová kytara
4. Awa – klávesy
5. Kita – bicí

## Tracklist
1. SCG3 Special Report – 03:46
2. Bringing Back The Balls To Rock – 03:31
3. The Deadite Girls Gone Wild – 03:45
4. The Kids Who Wanna Play With The Dead – 04:07
5. It Snows in Hell – 03:37
6. Who's Your Daddy? – 03:38
7. Hard Rock Hallelujah – 04:07
8. They Only Come Out At Night – 03:49
9. The Chainsaw Buffet – 03:47
10. Good To Be Bad – 03:31
11. The Night Of The Loving Dead – 03:09
12. Supermonstars (The Anthem Of The Phantoms) – 04:04